# Frederik Johannes Sorg
Frederik Johannes Sorg (Borculo, 15 april 1810 - Sambas (Borneo), 25 oktober 1850) was luitenant-kolonel der infanterie van het Indische leger, ridder in de Militaire Willems-Orde, derde klasse.

## Familie
Sorg werd in 1810 te Borculo geboren. Zijn ouders waren Johannes Jacobus Sorg en Frederika Wonneman. Zijn vader werkte als ingenieur voor het kadaster van Overijssel. Net als Frederik kozen drie broers van hem voor een militaire carrière bij het Indische leger. Al deze broers werden benoemd tot ridder in de Militaire Willems-Orde.
In 1848 trouwde Sorg te Batavia met Catherine van Kinschot. Catherine werd daarbij stiefmoeder van twee gewettigde dochters, Frederika (van 1843) en Jaqeline Christine (van 1846); hun moeder was Badine Karto. Catherine van Kinschots latere zwager kapitein Albert Bade was een naaste collega van Sorg, die bij de expeditie naar Borneo als zijn waarnemer fungeerde. Catherines broer Gaspar maakte een portret van Sorg en schreef een korte biografie over zijn zwager in de Militaire Spectator in 1851. Hij merkte daarin op, dat Sorg bedaarder en zachtmoediger van aard was dan zijn broers.

## Loopbaan
Na de kostschool te Kampen trad Sorg op 20 maart 1824 in dienst bij de 7de afdeling van de infanterie. In 1828 werd hij bevorderd tot tweede luitenant. Toen de opstand in België in 1831 uitbrak, streed hij mee met het mobiele leger, waarbij hij werd bevorderd tot eerste luitenant bij de 12de afdeling infanterie. In 1837 werd Sorg op eigen verzoek overgeplaatst naar het Nederlands-Indische leger.

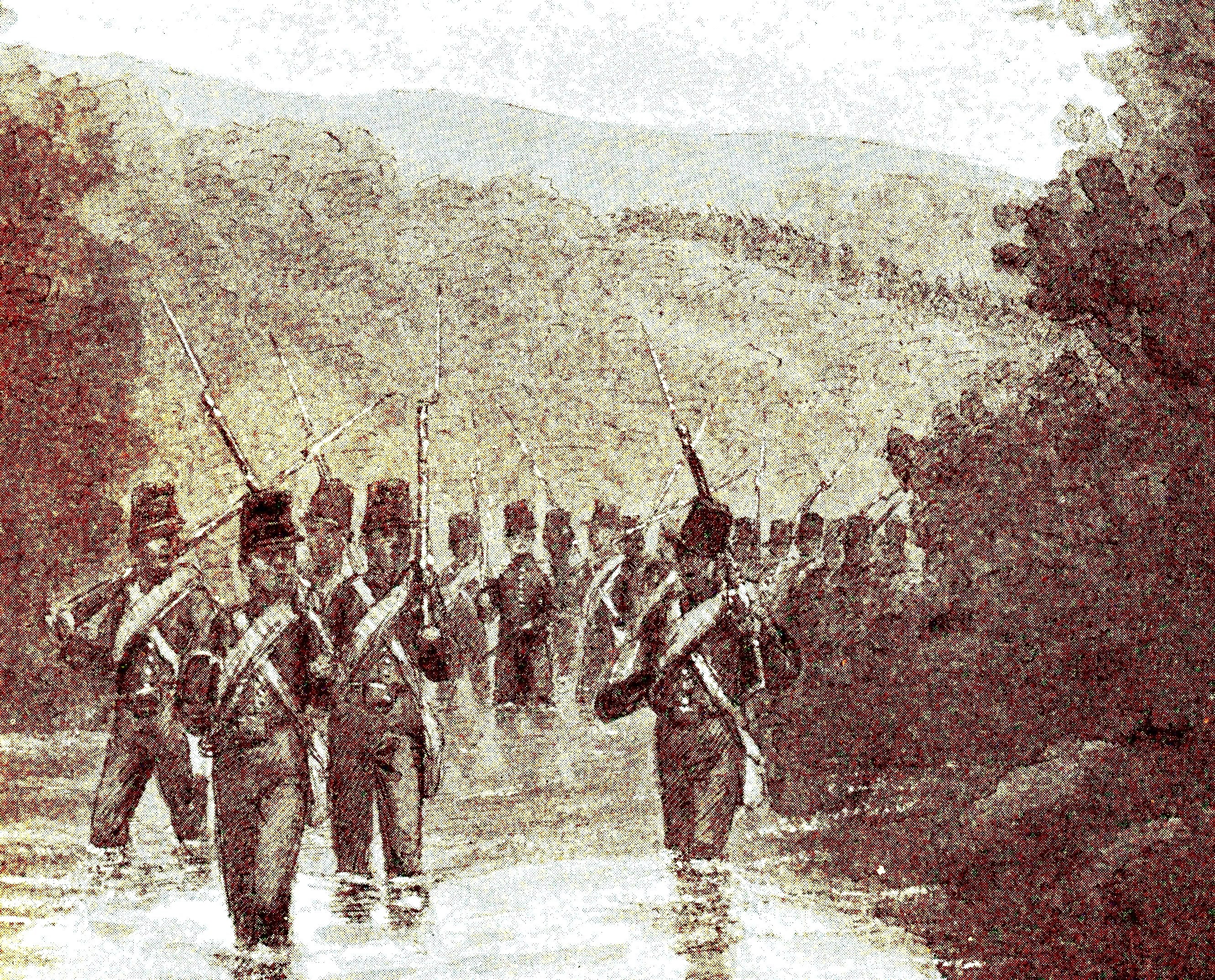
Mars zevende bataljon door de Sangsit bij Djagaraga

Van de opleidingsplaats Harderwijk vertrok hij naar het Nieuwe Diep bij Den Helder om vandaar met het schip 'Prins van Oranje' de oversteek te maken naar Padang in Oost-Indië. Deze reis duurde drieënhalve maand. Na aankomst op Java werd hij in 1838 bevorderd tot kapitein  en nam hij in die rang deel aan militaire acties op de westkust van Sumatra. Daarbij onderscheidde hij zich in de jaren 1839-1841 zodanig, dat hij werd benoemd tot ridder in de Militaire Willems-orde.
Sorg functioneerde vervolgens als commandant van het toenmalige fort Oranje en vandaar werd hij verplaatst naar Ngawi en vervolgens naar  Batavia.

Bevorderd tot majoor bij het 8ste bataljon en later het 13de bataljon infanterie, nam hij in april 1849 deel aan de tweede expeditie naar Bali. Bij zware gevechten te Djagaraga op 15 en 16 april raakte hij door een geweerkogel gewond in zijn linkerarm. Nog hetzelfde jaar werd Sorg Luitenant-kolonel bij het 13de bataljon. Voor zijn 'moed en volharding' bij de expeditie naar Bali werd hij bevorderd tot ridder der Militaire Willems-orde 3de klasse.

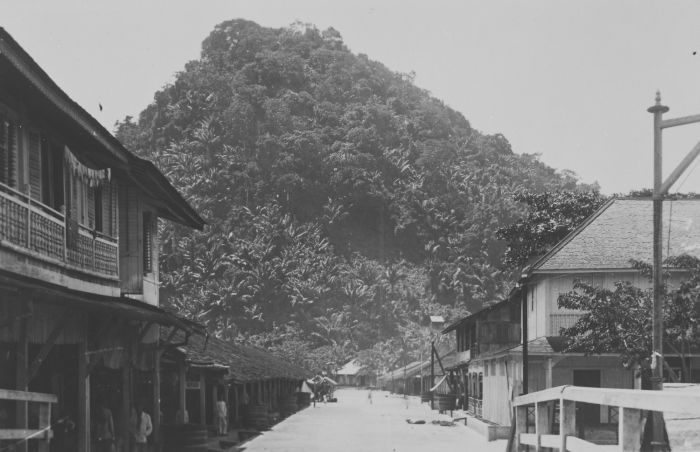
Pemangkat op Borneo rond 1925, Collectie Tropenmuseum

## Sorgs laatste expeditie
Ruim een jaar na de vorige veldtocht ontving Sorg zijn laatste opdracht van het militaire departement. Die was in 62 punten opgesteld met veel uitleg en instructies. Onder zijn bevel werd in 1850 een militaire actie op Borneo georganiseerd. Hij moest aan de westkust, bij Pontianak, optreden tegen Chinezen. Onder zijn bevel stonden twee compagnieën en een detachement artillerie die de garnizoenen aan de westkust kwamen versterken. Met de Korvet Boreas kwamen deze troepen aan op de rede van Sambas.
Sorg begreep dat het naburige Pamangkat van strategisch belang was en direct moest worden heroverd. Met ongeveer 650 man voerde hij enkele dagen na aankomst de aanval op Pemangkat uit. Na een urenlange tocht en belegering had dat uiteindelijk succes. Daarbij werden honderden van de in aantal overmachtige Chinese verdedigers gedood.

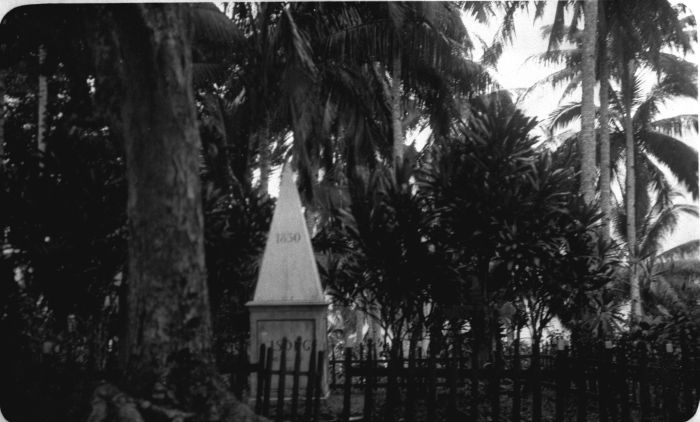
De gedenknaald ter nagedachtenis van Sorg op Borneo, Collectie Tropenmuseum

Bij de bestorming van de redoute van Pamangkat, werd Sorg door een geweerkogel in zijn rechterbeen geraakt, waardoor hij het bevel uiteindelijk moest overdragen aan kapitein Bade. Sorg werd eerst vervoerd naar het stoomschip 'Borneo' en vervolgens naar het huis van de resident van Pontianak, waar hij een aantal weken later aan de opgelopen verwondingen en dysenterie stierf. Dat was eind oktober 1850, op veertigjarige leeftijd. 
Op het schip 'Borneo' heeft Sorg nog dagorders uitgevaardigd en op zijn last heeft kapitein Bade een uitgebreid militair rapport opgesteld. Daarin werden ook alle verkenningen beschreven om  Pemangkat met omtrekkende bewegingen in te nemen. 
Ter ere van luitenant-kolonel Sorg heeft de Gouverneur-generaal van Nederlands-Indië Rochussen bepaald, dat de versterking op de heuvel Penieboegan de naam 'Fort Sorg' moest dragen. Binnen dat fort is de luitenant-kolonel  met militaire eer begraven. Bij het graf is een piramidevormige gedenknaald opgericht.
Aan deelnemers van Sorgs laatste expeditie met de gevechten op 11 en 12 september en later op 21 november werden twee ridderordes in de Militaire Willems-Orde, derde klasse toegekend en negen ridderordes in de Militaire Willems-Orde, vierde klasse, o.a. voor Sorgs waarnemer kapitein Albert Bade.

## Varia
- Bij de aanwinsten van 1859 van het 'Bataviaasch Genootschap van Kunsten en Wetenschappen' worden ‘twee oude zilveren munten van Fort Sorg’ genoemd, die zijn aangeboden door de Resident van de Westerafdeling van Borneo.[18]
- Aan de laatste expeditie te Borneo in 1850 van Sorg nam de Marinier A.P. Stade deel. In 1917 werd hij honderd jaar. Sorgs kleindochter kwam van Utrecht naar Leiden om hem te feliciteren.[19]